# Si Racha
Si Racha (thaï : ศรีราชา), parfois orthographiée Sri Racha, est une ville et un sous-district du district de Si Racha, dans la province de Chonburi, en Thaïlande. Ville côtière, elle donne sur la baie de Bangkok et est notoire pour sa production de sauce sriracha à laquelle elle a donné son nom.